# The Closer
The Closer (no Brasil, Divisão Criminal) é uma série de televisão estadunidense de gênero drama-policial exibido originalmente pela TNT, com Kyra Sedgwick interpretando a personagem principal, Brenda Leigh Johnson, detetive treinada pela CIA que troca Atlanta por Los Angeles para comandar a Divisão de Homicídios Prioritários, uma equipe especial da polícia que cuida de importantes casos de homicídio.[carece de fontes?]
The Closer foi criada por James Duff e pela Shephard/Robin Company em associação com a Warner Bros. Television. A série estreou no Brasil dia 13 de junho de 2005 pela TNT e atualmente está sendo exibida pelo canal Space e pelo SBT. Em Portugal estreou em 24 de setembro de 2007 às 21 horas na Fox Life.

## Sinopse
A série é estrelada por Kyra Sedgwick, em seu primeiro papel principal na televisão como Brenda Leigh Johnson, uma detetive treinada pela CIA que troca Atlanta por Los Angeles para comandar a Divisão de Homicídios Prioritários, uma equipe especial da polícia que cuida de importantes casos de homicídio.
Sua personalidade cheia de manias e suas atitudes rígidas em seu novo trabalho logo chamam a atenção de seus novos colegas, além do fato dela ser a única mulher encabeçando a chefia de uma divisão em um departamento policial dominado por homens. Mas Brenda tem um grande talento para descobrir os segredos das pessoas e obter confissões, dom que ela conquistou após entender suas próprias imperfeições e neuroses.

## Elenco
- Kyra Sedgwick como Brenda Leigh Johnson (Temporadas 1 à 7)
- J. K. Simmons como Will Pope (Temporadas 1 à 7)
- Corey Reynolds como David Gabriel (Temporadas 1 à 7)
- G.W. Bailey como Louie Provenza (Temporadas 1 à 7)
- Robert Gossett como Russell Taylor (Temporadas 1 à 7)
- Anthony John Denison como Andy Flynn (Temporadas 1 à 7)
- Jon Tenney como Fritz Howard (Temporadas 1 à 7)
- Michael Paul Chan como Michael Tao (Temporadas 1 à 7)
- Raymond Cruz como Julio Sanchez (Temporadas 1 à 7)
- Phillip P. Keene como Buzz Watson (Temporadas 1 à 7)
- Gina Ravera como Irene Daniels (Temporadas 1 à 4)
- Mary McDonnell como Sharon Raydor (Recorrente nas Temporadas 5 e 6, Regular na Temporada 7)

## Episódios
Cada episódio de The Closer lida com um aspecto da cultura de Los Angeles assim como interage com a aplicação da lei na mega cidade. A série trata de questões complexas e sutis da ética da política pública, da integridade pessoal e de questões profundas de bem e mal. O grande conjunto de personagens explora a condição humana, tocando em crenças individuais, influências religiosas tradicionais na vida das comunidades e da sociedade contemporânea, bem como a ruína e o colapso dos sistemas familiares, o trabalho em equipe, e a responsabilidade do governo.

## Recepção da crítica
Em sua primeira temporada, The Closer teve recepção geralmente favorável por parte da crítica especializada. Com base de 20 avaliações profissionais, alcançou uma pontuação de 65% no Metacritic. Por votos dos usuários do site, atinge uma nota de 8.3, usada para avaliar a recepção do público.

## Prêmios e indicações
Screen Actors Guild Awards (Prêmio do Sindicato dos Atores)
- 2006 - Indicação: Melhor Interpretação de Uma Atriz em Série Drama (Kyra Sedgwick)
- 2006 - Indicação: Melhor Elenco Série Drama
- 2007 - Indicação: Melhor Interpretação de Uma Atriz em Série Drama (Kyra Sedgwick)
- 2008 - Indicação: Melhor Elenco Série Drama
- 2008 - Indicação: Melhor Interpretação de Uma Atriz em Série Drama (Kyra Sedgwick)
- 2009 - Indicação: Melhor Interpretação de Uma Atriz em Série Drama (Kyra Sedgwick)
- 2009 - Indicação: Melhor Elenco Série Drama
- 2009 - Indicação: Melhor Elenco de Dublês em Série de TV
- 2010 - Indicação: Melhor Interpretação de Uma Atriz em Série Drama (Kyra Sedgwick)
- 2010 - Indicação: Melhor Elenco Série Drama
- 2010 - Indicação: Melhor Elenco de Dublês em Série de TV

Globo de Ouro
- 2006 - Indicação: Melhor Atriz Série Drama (Kyra Sedgwick)
- 2007 - Venceu: Melhor Atriz Série Drama (Kyra Sedgwick)
- 2008 - Indicação: Melhor Atriz Série Drama (Kyra Sedgwick)
- 2009 - Indicação: Melhor Atriz Série Drama (Kyra Sedgwick)
- 2010 - Indicação: Melhor Atriz Série Drama (Kyra Sedgwick)

Emmy Awards
- 2006 - Indicação: Melhor Atriz Série Drama (Kyra Sedgwick) - Episódio: Fantasy Date
- 2007 - Indicação: Melhor Atriz Série Drama (Kyra Sedgwick) - Episódio: Slippin
- 2008 - Indicação: Melhor Atriz Série Drama (Kyra Sedgwick) - Episódio: Mahunt
- 2009 - Indicação: Melhor Atriz Série Drama (Kyra Sedgwick) - Episódio: Cherry Bomb
- 2010 - Venceu: Melhor Atriz Série Drama (Kyra Sedgwick)

Satellite Awards
- 2005 - Venceu: Melhor Atriz Série Drama (Kyra Sedgwick)
- 2006 - Venceu: Melhor Atriz Série Drama (Kyra Sedgwick)
- 2007 - Indicação: Melhor Atriz Série Drama (Kyra Sedgwick)
- 2008 - Indicação: Melhor Atriz Série Drama (Kyra Sedgwick)

Writers Guild of America Awards (Prêmio do Sindicato dos Roteiristas)
- 2008 - Indicação: Episódio Série Drama (Michael Alaimo, "The Round File")

Gracie Allen Awards
- 2006 - Venceu: Melhor Atriz Série Drama (Kyra Sedgwick)

Imagen Foundation Awards
- 2006 - Venceu: Melhor Ator Coajudvante (Raymond Cruz)
- 2006 - Indicação: Melhor Atriz Coajudvante (Gina Ravera)

People's Choice Awards
- 2009 - Venceu: Diva da TV Favorita (Kyra Sedgwick)

PRISM Awards
- 2008 - Indicação: Melhor Episódio Série Drama ("Till Death Do Us" Partes 1 & 2)

## DVDs
No Brasil, as quatro primeiras temporadas da série estão à venda nas lojas.